# Lucien Berthault
Pour les articles homonymes, voir Berthault.
Lucien Berthault, né le 29 septembre 1854 à Coulommiers et mort le 15 mars 1935 à Paris, est un peintre français.

## Biographie
Claude Valentin Alexandre Lucien Berthault est le fils de Claude Hyacinthe Berthault, juge et homme de lettres, et d'Adèle Alexandrine Herbet.
Élève d'Alexandre Cabanel, il expose au Salon à partir de 1876.
Il propose Saint Jean-Baptiste au Salon de 1878, puis offre la toile au maire de Coulommiers.
Mention honorable en 1879, il obtient une troisième médaille en 1891.
En 1921, il épouse Marie Geneviève Grandjean.
Il devient Conseiller municipal à Neuilly-sur-Seine.
En 1931, il est renversé par un taxi alors qu'il traverse une rue de Neuilly, son épaule droite est brisée et il est conduit à l'hôpital de la Charité.
Il meurt à son domicile situé place de Verdun, à l'âge de 80 ans.